# 仙台張子

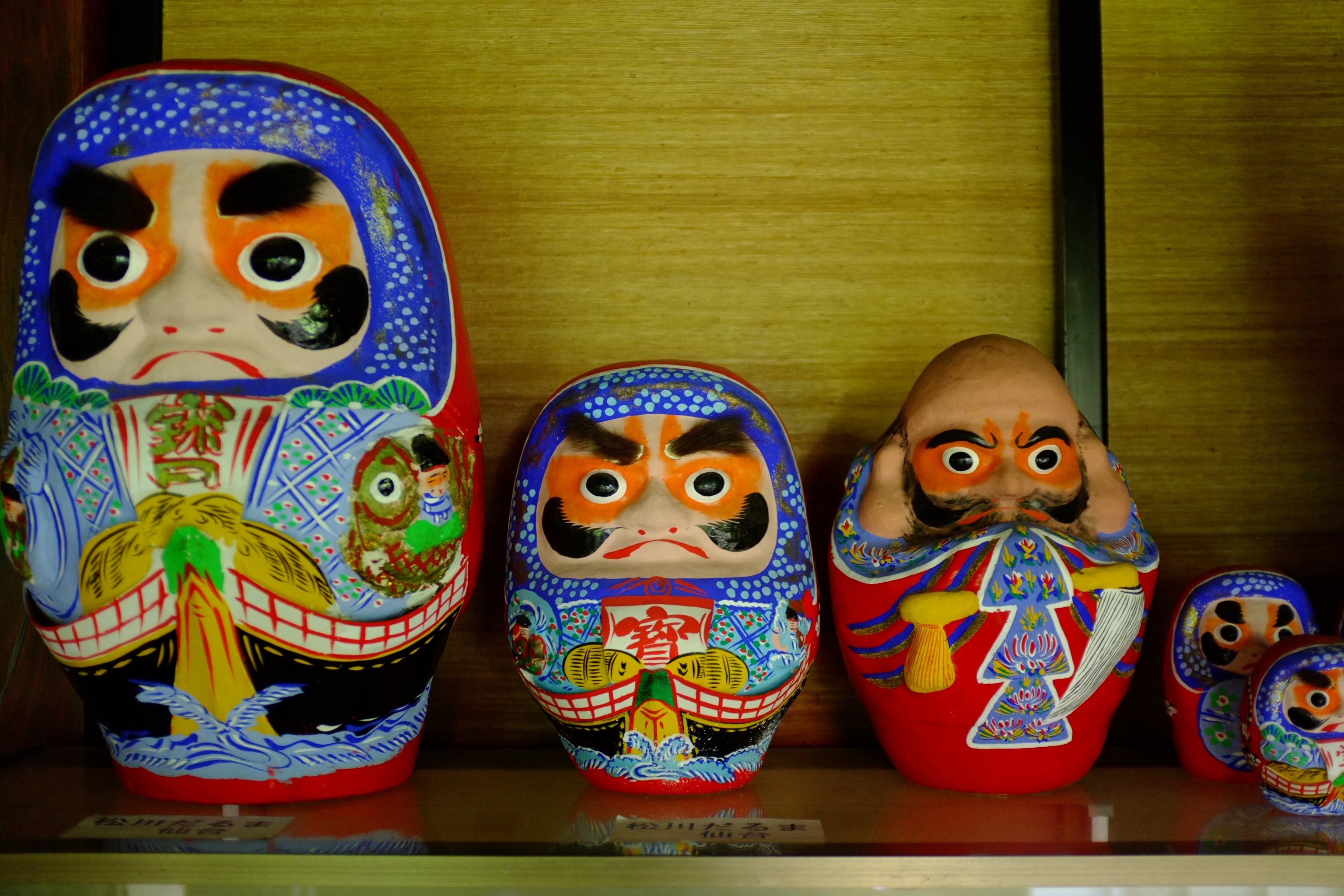
松川だるま

仙台張子（せんだいはりこ）は、宮城県仙台市で制作される張り子で、仙台市の伝統工芸品の一つ。

## 歴史
仙台張子は、仙台藩士・松川豊之進によって天保年間（1830年 - 1844年）に創始されたと伝えられている。
1985年（昭和60年）5月22日に宮城県の伝統工芸品に指定された。
松川だるまが著名であるが、史料が残されていないため、だるま発祥以前に張子が作られていたかは不明である。

## 分類

### だるま
- 松川だるま
- マメだるま

### 面
- 黒面（黒塗り面）…鍾馗（2種）・烏天狗・柏
- 白面（白塗り面）…おかめ（大小）・狐・花魁
- 肌色面（肌色塗り面）…ひょっとこ（3種）・戎（えびす）・大黒・猿・猪
- 赤色面…赤鬼・満州烏天狗・天狗
- 緑色面…青鬼

### 人形
- 人形張子…おぼこ・福助だるま・夫婦福助・女だるま・火伏だるま
- 動物張子…俵牛・黒馬・首ふり虎・雀